# ドロシー・ディーン・ブリッジス
ドロシー・ディーン・ブリッジス（Dorothy Dean Bridges、1915年9月19日 - 2009年2月16日）は、アメリカ合衆国の女優。

## 出演作品
- いくつもの朝を迎えて
- サンクスギビング・プロミス